# Nacionalni stadion Benjamin Mkapa
Nacionalni stadion Benjamin Mkapa je višenamjenski stadion u najvećem tanzanijskom gradu Dar-es-Salaamu. Nazvan je po trećem tanzanijskom predsjedniku Benjaminu Williamu Mkapi te se većinom koristi za nogometne utakmice.
Stadion je otvoren 2007. te ima kapacitet od 60.000 mjesta. Za njegovu izgradnju bila je zadužena tvrtka Beijing Construction Engineering Company Limited a cijeli troškovi su iznosili 56,4 milijardi tanzanijskih šilinga. Tanzanija je platila iznos od 25 milijarda a Kina je donirala ostatak. Cijeli športski kompleks je izrađen po olimpijskim i FIFA-inim standardima.

## Vanjske poveznice
- Chinese Premier pleased with new stadium work  Arhivirana inačica izvorne stranice od 27. rujna 2007. (Wayback Machine)